# Раевка (городской округ город Уфа)
Раевка — упразднённый посёлок в составе городского округа город Уфа Башкортостана. На момент упразднения входил в состав Ново-Черкасского сельсовета Орджоникидзевского района города Уфа. Исключен из учётных данных в 2005 году.

## География
Располагался на левом берегу реки Шугуровка, на расстоянии приблизительно в 1 км (по прямой) к юго-востоку от поселка Никольский.

## История
Основан в конце XIX века. Фиксировалась также под названиями Ветошниковка, Екатериновка, Приволье.
По данным на 1925 год деревня Раевка состояла из 28 хозяйств, основное население - русские. В административном отношении входила в состав Степановской волости Уфимского кантона БашАССР.
Упразднён законом РБ от 20 июля 2005 года № 211-з.

## Население
| 1920 | 1939 | 1959 | 1970 | 1979 | 1989 | 2002 |
| ---- | ---- | ---- | ---- | ---- | ---- | ---- |
| 129  | ↗181 | ↗197 | ↘88  | ↗150 | ↘96  | ↘0   |